# Aigas
Aigas is een gehucht in de buurt van Beauly in de Schotse Hooglanden. In Aigas bevindt zich Aigas Castle.